# Mattia II di Lorena
Mattia II di Lorena (1195 circa – 9 febbraio 1251) fu Duca di Lorena dal 1220 alla sua morte.

## Origine
Secondo la Genealogica ex Stirpe Sancti Arnulfi descendentium Mettensis, Mattia era il figlio maschio secondogenito del Duca di Lorena, Federico II e della moglie, Agnese di Bar († 19 giugno 1226), figlia, sia secondo la Genealogica ex Stirpe Sancti Arnulfi descendentium Mettensis, che le Gesta Episcoporum Mettensium (Continuatio II), del Conte di Bar, Teobaldo I di Bar e di Loretta di Los.
Sia secondo la Genealogica ex Stirpe Sancti Arnulfi descendentium Mettensis, che secondo la Chronica Albrici Monachi Trium Fontium, Federico II di Lorena era il figlio maschio primogenito del Duca di Lorena, Federico I e della moglie (come risulta dal Chronicon Polono-Silesiacum), Ludmilla di Polonia, che, sempre secondo il Chronicon Polono-Silesiacum, era una delle figlie del duca della Grande PoloniaMieszko III di Polonia, della dinastia Piast; anche la Chronica Albrici Monachi Trium Fontium, afferma che una figlia di Mieszko III di Polonia fu la madre del duca di Lorena (Federico II).

## Biografia
Secondo la Chronica Albrici Monachi Trium Fontium, suo padre Federico II morì nel 1213: il 10 ottobre (dux Lotharingie Fredericus post festum Sancti Remigii), mentre secondo L'obituaire de l'abbaye de Saint-Mansuy-Lès-Tozul morì l'8 ottobre.
Sempre secondo la Chronica Albrici Monachi Trium Fontium a Federico II succedette il figlio primogenito, suo fratello, Teobaldo, come Teobaldo I.
Suo fratello, Teobaldo I, contrariamente a suo padre, che dopo la scomunica dell'Imperatore del Sacro Romano Impero, Ottone IV di Brunswick nel novembre 1210, aveva dato il proprio supporto all'erede degli Hohenstaufen, Federico II di Svevia, si era schierato con Ottone IV di Brunswick. Il rapporto di Teobaldo I con l'imperatore Federico II fu sempre conflittuale e anche dopo che si era sottomesso, le ostilità tra Teobaldo I e Federico II non cessarono e quando Teobaldo I morì nel 1220, avvelenato da una prostituta, corse voce che ad ispirare il delitto fosse stato Federico II. Anche la Chronica Albrici Monachi Trium Fontium, ricorda la morte di Teobaldo, nel 1220, senza discendenza diretta, mentre la Chronica Senoniensis III, XXIII, Spicilegium II (non consultato), avvalora la tesi che l'avvelenamento da parte di una prostituta fosse stato ispirato da Federico II.
A Teobaldo succedette il fratello, il secondogenito, Mattia, come Mattia II.
Mattia II lasciò immediatamente Nancy alla vedova di suo fratello, Gertrude di Dagsburg, che, secondo il Richeri Gesta Senoniensis Ecclesiæ IV, si risposò con Teobaldo IV di Champagne, la cui sovranità Mattia fu costretto a riconoscere, malgrado le lotte di suo fratello per mantenere l'indipendenza dal Regno di Francia. Teobaldo inoltre sperava di riuscire ad ottenere anche Metz, ma al fallimento del suo progetto, giudicando Gertrude sterile, nel 1222, la ripudio; secondo la Chronica Albrici Monachi Trium Fontium, il matrimonio fu annullato per consanguineità.
Gertrude, sposatasi, per la terza volta, nel 1224, con Simone III, conte di Linange, non diede figli nemmeno al terzo marito e perciò Nancy tornò al ducato alla di lei morte, nel 1225, mentre Metz tornava in possesso del vescovado e Dagsburg andava ai conti di Linange. 
Mattia accompagnò l'Imperatore Federico II nella Sesta Crociata nel 1228 e in Italia nel 1235. Per questo, intensificò moltissimo i rapporti col Sacro Romano Impero e secondo lo storico, Georges Poull, nel suo libro La Maison ducale de Lorraine (1994) (non consultato), si schierò con Federico II, sia nel 1235 che nel 1240 a contrastare la ribellione dei figli. 
Mattia ebbe modo di scontrarsi molte volte con feudatari locali, specialmente col Conte di Lunéville, che recava supporti al Conte di Bar. Egli fu vittorioso nello scontro e rilasciò Lunéville solo in cambio del Ducato di Bar. Comunque, la pace non durò a lungo. Nel 1230, Enrico II di Bar fu di nuovo sul sentiero di guerra con Ugo II di Vaudémont e il Vescovo di Toul, per rivendicare il proprio ducato, conquistando molti castelli nell Barrois. 
Alla morte di Enrico di Bar, nel 1240, Mattia tentò di riconquistare i castelli persi scontrandosi con Teobaldo II di Bar, il figlio maggiore del vecchio conte, ma l'impresa fallì e dovette siglare una pace nel 1245 che preservò l'area da ulteriori scontri per decenni. Lo stesso anno, l'Imperatore Federico II venne scomunicato col figlio, il re di Germania, Corrado IV di Svevia e Mattia si distanziò dalle schiere imperiali per abbracciare il partito papale di Innocenzo IV, nel 1247, come ci viene confermato anche da Georges Poull, e ,nel 1251, per denaro si schierò con Guglielmo II d'Olanda, Antire di Germania, contro Corrado IV di Svevia. 
Mattia morì in quello stesso anno, dopo che nel 1249 aveva siglato il contratto di matrimonio tra il proprio figlio, Federico, con Margherita, la figlia del Conte di Champagne, Teobaldo IV. 
Secondo le Obits mémorables tirés de nécrologes luxembourgeois, rémois et messins (non consultate), Mattia II morì il 9 febbraio 1251 e gli succedette l'unico figlio maschio, Federico, sotto tutela della madre, Caterina di Limburgo.

## Matrimonio e discendenza
Nel 1225, sposò Caterina di Limburgo († 1255), che secondo la Chronica Albrici Monachi Trium Fontium, era figlia del Duca di Limburgo e Conte di Arlon, Valerano III, e della contessa di Lussemburgo, Ermesinda. Il matrimonio di Mattia con Caterina viene confermato dal documento n° CLXXXV del Codex diplomatiche Valkenburgensis.
Mattia da Caterina ebbe 5 figli:
- Federico (1240–1302), duca di Lorena, come ci conferma lo storico, Georges Poull, nel suo libro La Maison ducale de Lorraine (1994) (non consultato)[15],
- Laura, sposò nel 1250 to Giovanni di Dampierre († 1258), visconte di Troyes, e poi Guglielmo di Vergy, signore di Mirebeau e Autrey, come ci conferma la Histoire généalogique de la maison de Vergy[19],
- Isabella († 1266), sposò Guglielmo di Vienne († 1255), e , nel 1256, Giovanni (1243–1309), signore di Rochefort e Châtelbelin, come ci conferma il documento n° 489 del Cartulaire de Hugues de Chalon (1220-1319)[20],
- Caterina, sposò nel 1255 Riccardo di Montfaucon († 1279), figlio di Teodorico III, Conte di Montbéliard, come ci conferma il documento n° CCCXII delle Mémoires et documents inédits pour servir à l’histoire de la Franche-Comté, Tome VIII[21],
- Adelina († ca.1278), sposò Luigi I di Savoia-Vaud († 1302), barone di Vaud, come è indicato nelle Europäische Stammtafeln[22], vol I cap. 2, 255 (non consultate)[15].

## Ascendenza
|                       |                   |                          | Genitori                |  |  | Nonni |  |  | Bisnonni           |  |  | Trisnonni          |  |
|                       |                   |                          |                         |  |  |       |  |  | Mattia I di Lorena |  |  | Simone I di Lorena |  |
|                       |                   |                          |                         |  |  |       |  |  | Mattia I di Lorena |  |  | Simone I di Lorena |  |
|                       |                   | Adelaide di Lovanio      |                         |  |  |       |  |  | Mattia I di Lorena |  |  |                    |  |
| Federico I di Lorena  |                   |                          |                         |  |  |       |  |  | Mattia I di Lorena |  |  |                    |  |
|                       |                   | Berta di Hohenstaufen    | Federico II di Svevia   |  |  |       |  |  |                    |  |  |                    |  |
|                       |                   | Berta di Hohenstaufen    | Federico II di Svevia   |  |  |       |  |  |                    |  |  |                    |  |
|                       |                   | Berta di Hohenstaufen    | Giuditta di Baviera     |  |  |       |  |  |                    |  |  |                    |  |
| Federico II di Lorena |                   | Berta di Hohenstaufen    |                         |  |  |       |  |  |                    |  |  |                    |  |
|                       |                   | Miecislao III di Polonia | Boleslao III di Polonia |  |  |       |  |  |                    |  |  |                    |  |
|                       |                   | Miecislao III di Polonia | Boleslao III di Polonia |  |  |       |  |  |                    |  |  |                    |  |
|                       |                   | Miecislao III di Polonia | Salomea di Berg         |  |  |       |  |  |                    |  |  |                    |  |
| Ludmilla di Polonia   |                   | Miecislao III di Polonia |                         |  |  |       |  |  |                    |  |  |                    |  |
|                       |                   | …                        | …                       |  |  |       |  |  |                    |  |  |                    |  |
|                       |                   | …                        | …                       |  |  |       |  |  |                    |  |  |                    |  |
|                       |                   | …                        | …                       |  |  |       |  |  |                    |  |  |                    |  |
| Mattia II di Lorena   |                   | …                        |                         |  |  |       |  |  |                    |  |  |                    |  |
|                       | Rinaldo II di Bar | Rinaldo I di Bar         |                         |  |  |       |  |  |                    |  |  |                    |  |
|                       | Rinaldo II di Bar | Rinaldo I di Bar         |                         |  |  |       |  |  |                    |  |  |                    |  |
|                       | Rinaldo II di Bar | Gisela di Vaudémont      |                         |  |  |       |  |  |                    |  |  |                    |  |
| Teobaldo I di Bar     | Rinaldo II di Bar |                          |                         |  |  |       |  |  |                    |  |  |                    |  |
|                       |                   | Agnese di Blois          | Tebaldo II di Champagne |  |  |       |  |  |                    |  |  |                    |  |
|                       |                   | Agnese di Blois          | Tebaldo II di Champagne |  |  |       |  |  |                    |  |  |                    |  |
|                       |                   | Agnese di Blois          | Matilde di Carinzia     |  |  |       |  |  |                    |  |  |                    |  |
| Agnese di Bar         |                   | Agnese di Blois          |                         |  |  |       |  |  |                    |  |  |                    |  |
|                       |                   | Luigi I di Loon          | Arnoldo II di Loon      |  |  |       |  |  |                    |  |  |                    |  |
|                       |                   | Luigi I di Loon          | Arnoldo II di Loon      |  |  |       |  |  |                    |  |  |                    |  |
|                       |                   | Luigi I di Loon          | Adelaide/Agnese         |  |  |       |  |  |                    |  |  |                    |  |
| Lauretta di Loon      |                   | Luigi I di Loon          |                         |  |  |       |  |  |                    |  |  |                    |  |
|                       |                   | Agnese di Metz           | Folmar V di Loon        |  |  |       |  |  |                    |  |  |                    |  |
|                       |                   | Agnese di Metz           | Folmar V di Loon        |  |  |       |  |  |                    |  |  |                    |  |
|                       |                   | Agnese di Metz           | Matilde di Dagsburg     |  |  |       |  |  |                    |  |  |                    |  |
|                       |                   | Agnese di Metz           |                         |  |  |       |  |  |                    |  |  |                    |  |

### Fonti primarie
- (LA)  Monumenta Germaniae Historica, Scriptores, tomus XIX.
- (LA)  Monumenta Germaniae Historica, Scriptores, tomus X.
- (LA)  Monumenta Germaniae Historica, Scriptores, tomus XXIII.
- (LA)  Monumenta Germaniae Historica, Scriptores, tomus XXV.
- (LA)  L'obituaire de l'abbaye de Saint-Mansuy-Lès-Tozul.
- (LA)  Cartulaire de Hugues de Chalon (1220-1319).

### Letteratura storiografica
- Austin Lane Poole, Filippo di Svevia e Ottone IV, cap. II, vol. V (Il trionfo del papato elo sviluppo comunale) della Storia del Mondo Medievale, 1999, pp. 54–93.
- Austin Lane Poole, La Germania sotto il regno di Federico II, cap. III, vol. V (Il trionfo del papato elo sviluppo comunale) della Storia del Mondo Medievale, 1999, pp. 94–127.
- Frederick Maurice Powicke, I regni di Filippo Augusto e Luigi VIII di Francia, cap. XIX, vol. V (Il trionfo del papato elo sviluppo comunale) della Storia del Mondo Medievale, 1999, pp. 776–828.
- (FR)  Histoire généalogique de la maison de Vergy
- (FR)  Mémoires et documents inédits pour servir à l’histoire de la Franche-Comté, Tome VIII
- (LA)  Histoire du Limbourg, vol VI: Codex diplomaticus Valkenburgensis.